# 글래디에이터 - 템플 기사단
《글래디에이터 - 템플 기사단》(Arn - Tempelriddaren, Arn - The Knight Templar)은 독일에서 제작된 피터 플린스 감독의 2007년 액션, 모험, 드라마 영화이다. 조아킴 나테르크비스트 등이 주연으로 출연하였고 앨리스테어 맥클린-클락 등이 제작에 참여하였다. 이 영화는 2007년 12월 17일 스웨덴의 영화관에서 개봉되었다. 시퀄 "Arn – The Kingdom at Road's End"(Arn – Riket vid vägens slut)은 2008년 8월 22일 개봉되었으나 DVD판에서는 2010년에 두 영화 모두 영어 릴리스의 단일 컷으로 병합되었다. 영화가 대부분 스웨덴어로 제작되었고 대부분 제작이 스웨덴에서 이루어졌으나, 이 영화는 스웨덴, 덴마크, 노르웨이, 핀란드, 독일 간의 협력을 통해 제작되었다.

## 출연

### 주연
- 조아킴 나테르크비스트
- 소피아 헬린

### 조연
- 모건 앨링
- 비비 앤더슨
- 니콜라스 볼튼
- 사이먼 캘로우
- 야곱 세데르그렌
- 안데르스 바스모 크리스티안센
- 리나 잉글룬드
- 크리스티안 피에들러
- 닉클라스 구스타브손
- 아니카 할린
- 도널드 호그버그
- 바너비 케이
- 조엘 킨나만
- 조세핀 륭맨
- 미카엘 니크비스트
- 벵상 뻬레
- 고란 라그너스텀
- 드리스 루케
- 프랭크 시엑켈
- 구스타프 스카르스고르드
- 스텔란 스카르스고르드
- 스벤베르틸 타우베
- 미리아 투레스테트
- 스티브 워딩튼
- 보 웨터그렌
- 로버트 윌록스
- 알렉스 윈덤

## 기타
- 공동제작: 니나 링
- 미술: 안나 아습
- 배역: 카티 에드펠트

## 같이 보기
- 하틴 전투
- 제3차 십자군